# بشكيرستان
 جمهورية بشكيرستان (وتكتب: باشكورستان أو باشكورتوستان أو بَشقِرتستان) (الروسية: Республика Башкортостан) هي إحدى الكيانات الفدرالية في روسيا.
وهي إحدى الجمهوريات الروسية التي تحكم ذاتياً وتنتسب إلى شعب الباشكير أحد شعوب الأمة التركية. عاصمتها مدينة أوفا.
توجد جمهورية بشكيرستان في القسم الجنوبي من جبال أورال تحدها جمهورية تتارستان من الغرب وتشيليابينسك أوبلاست من الشرق وأورنبرج أوبلاست من الجنوب ومقاطعتي بيرم سفيردلوفسك من الشمال.

## السكان
يبلغ عدد سكان بشكيرستان 4,060,957 نسمة (حسب التقدير لعام 2013).
معدل كثافة السكان 28.41 شخص لكيلومتر مربع. وتبلغ حصة سكان المدن 61.07 % (عام 2013).
وفق إحصائيات عام 2010, التركيب السكاني العرقي لباشقورتوستان كان:
- روس - 1,432,906 (%36.1)
- باشكير - 1,172,287 (%29.5)
- تتار - 1,009,295 (%25.4)
- تشوفاش - 107,450 (%2.7)
- ماري - 103,658 (%2.6)
- أوكرانيون - 39,875 (%1.0)
- القوميات الأخرى - 109,249 (%2.7)

## الثقافة والدين
الإسلام (المذهب السني) هي الديانة الأكثر انتشاراً في بشكيرستان٬ حسب التقديرات ما يقارب 67% من سكان الجمهورية يدينون به. وتبلغ نسبة المسيحيين الأرثوذكسيين حوالي 25%.

## الموارد الطبيعية
مجموعة متنوعة من الوقود والموارد المعدنية ؛ مواردها المعدنية تعتبر فيه الكفاية لتوفير المواد الخام اللازمة لإنتاج الوقود والطاقة. الجمهورية من أهم مناطق إنتاج النفط في روسيا.

## مدن وقرى بشكيرستان
أغيديل، بايماك، بيليبي، بيلوريتسك، بيرسك، بلاغوفيشتشينسك، جمهورية بشكيرستان، دافليكانوفو، ديورتيولي، إيشيمباي، كومرتاو، مليوز، ميجغوريي، نفتكامسك، أوكتايابرسكي، سالافات، سيباي، سترليتاماك، تويمازي، أوتشالي، أوفأوف، أسكاروفو، بايموف، غابدين، تشيكماغوش.

## الطبيعة

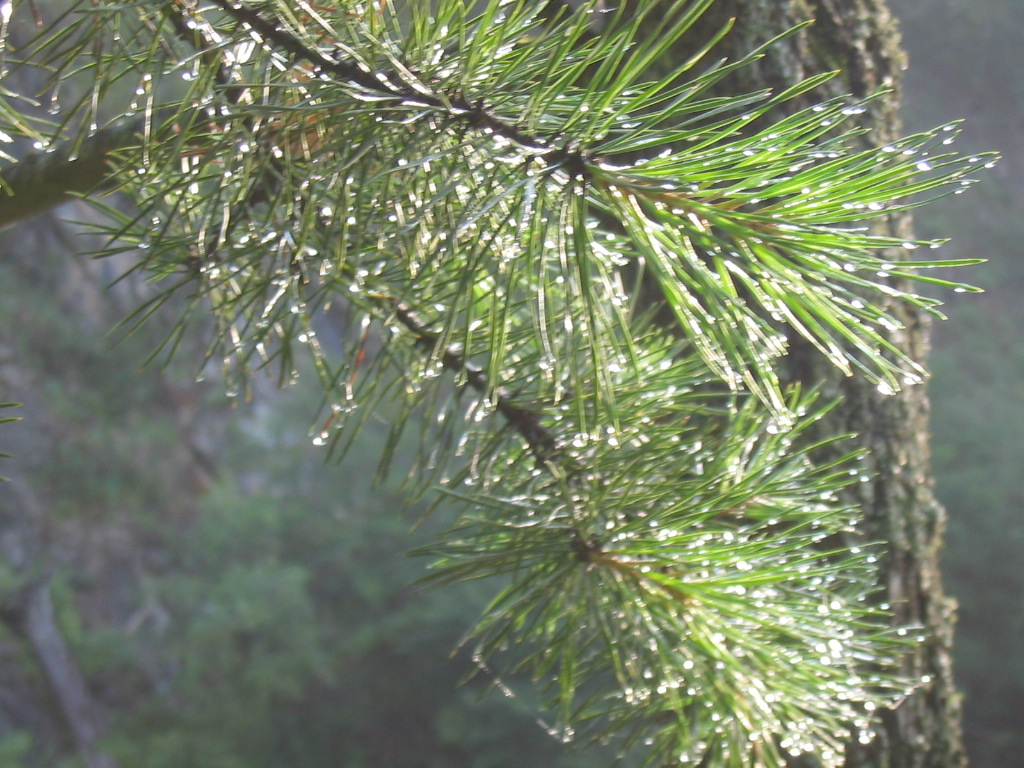
البيئة في بشكيرستان

يمثل القطاع الصناعي الأساس الاقتصادي للبلاد إذ أنه يشكل نسبة تبلغ أكثر من 60 % من عائدات الدولة. وتحتل الصناعات الثقيلة وتوليد الطاقة الكهربائية واستخراج المعادن وتصنيعها مكانة بارزة أيضا كما تطور تصنيع المكنات بدوره أما بالنسبة للزراعة في هذه الجمهورية فمتطورة وتتم زراعة القمح والذرة والتبغ وزهرة عباد الشمس في سهل القبرداي، بالإضافة إلى زراعة الخضار والفاكهة على أطراف الجبال. وتعتمد أيضاً تربية الحيوانات. وتتضمن أراضي قرى الجبال مراعٍ خصبة. إلى جانب ذلك أصبحت البلاد وجهة سياحية لمزاولة رياضة تسلق الجبال، التي يُعمل على تطويرها.

## معرض الصور

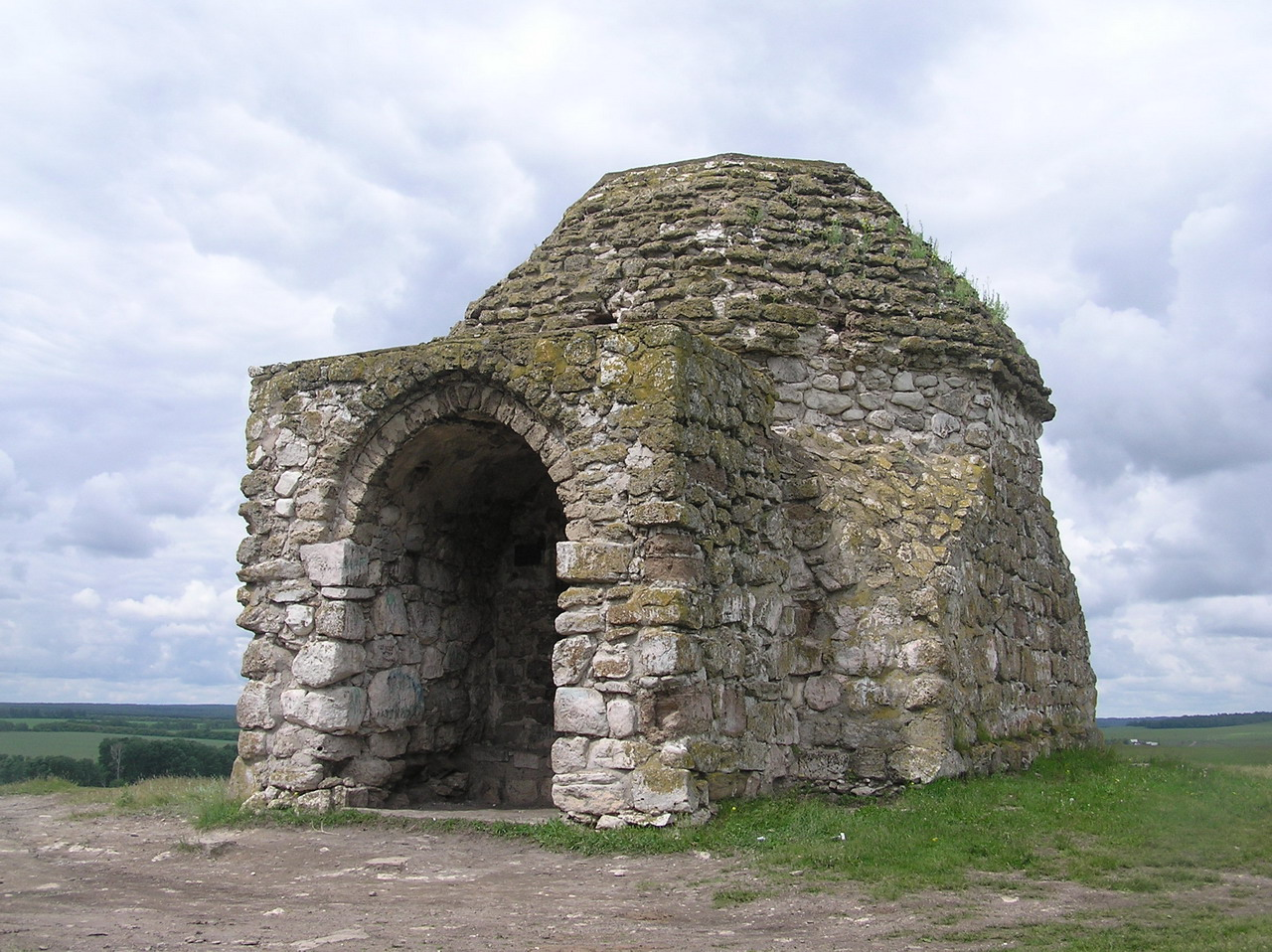
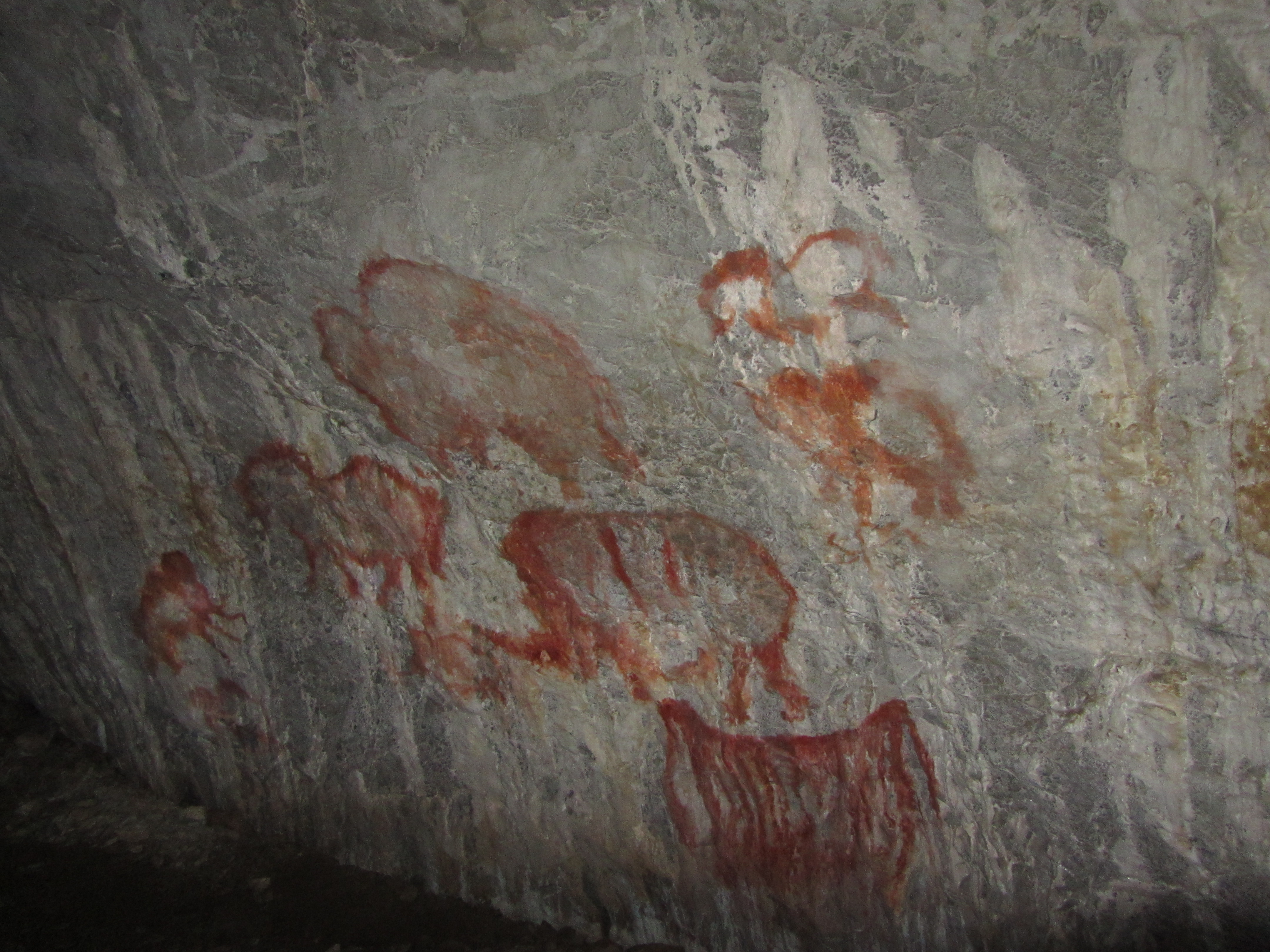
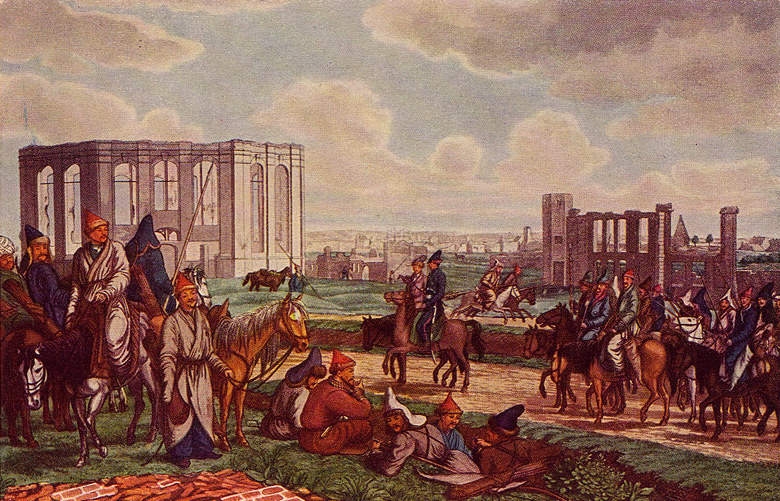
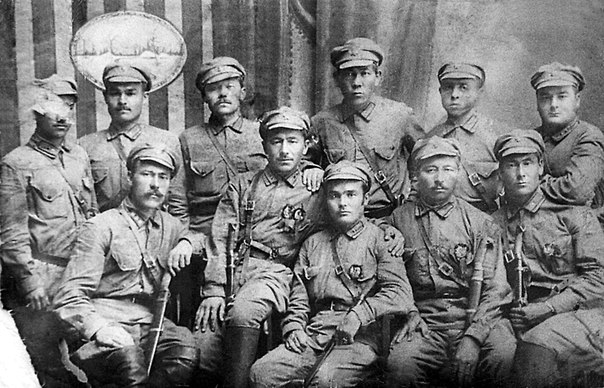
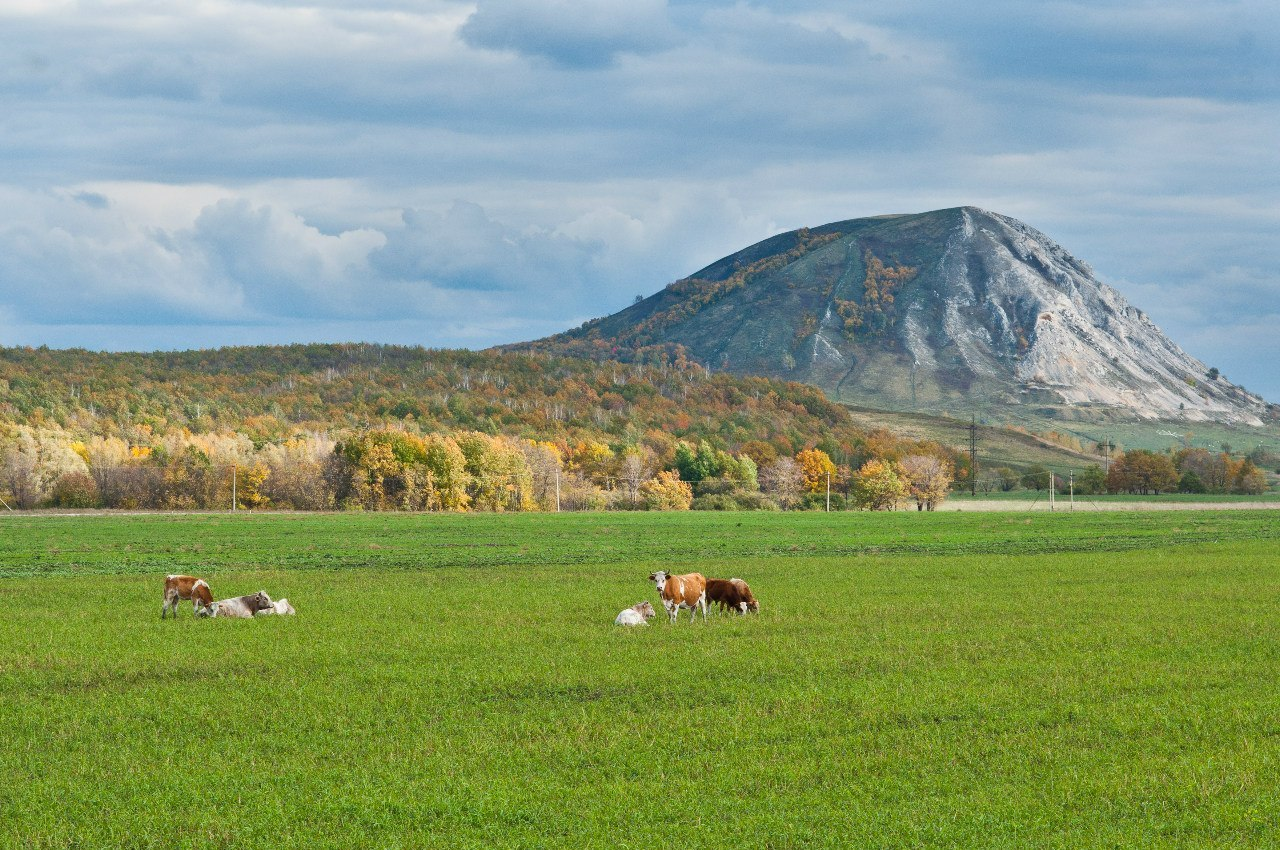
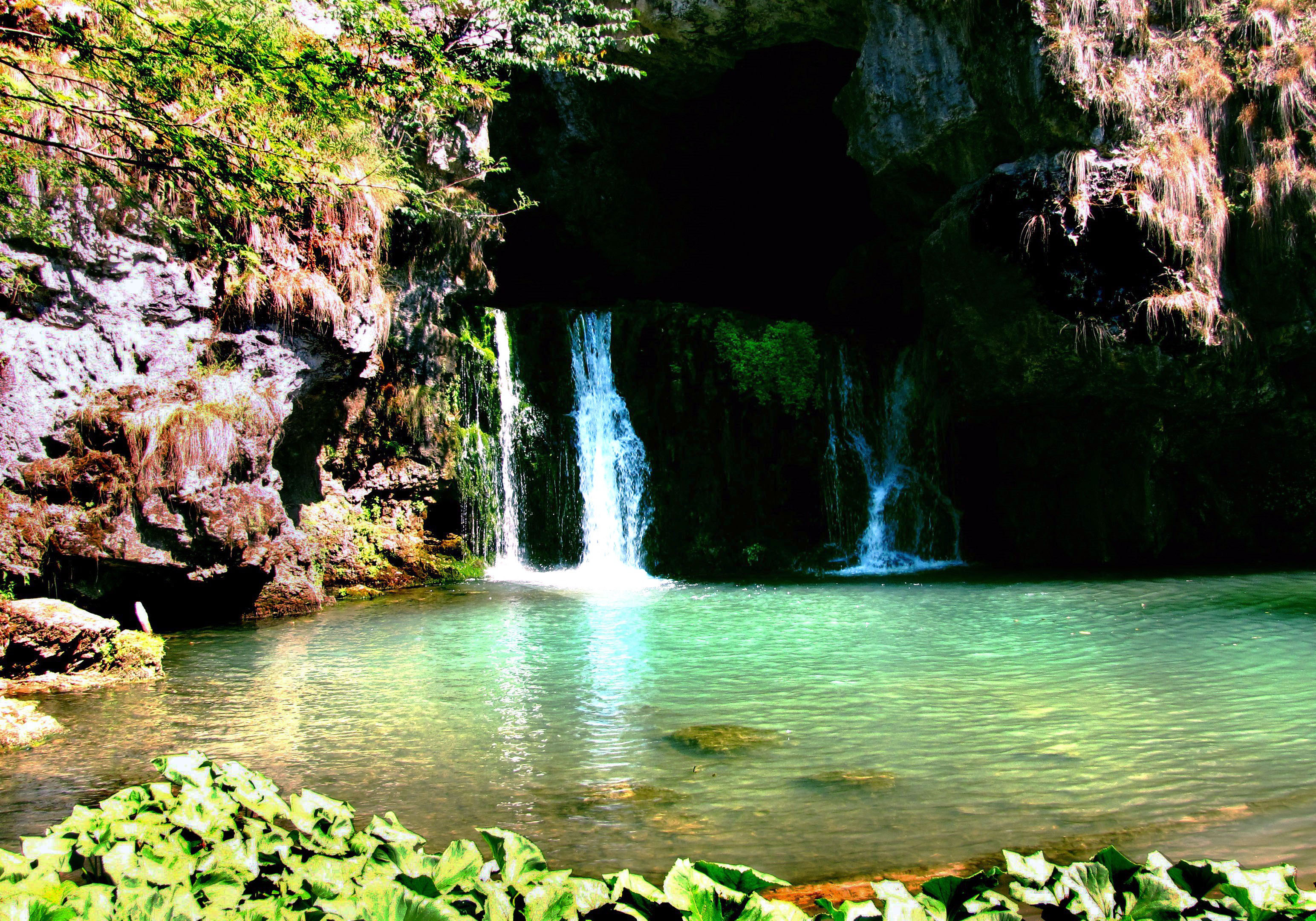
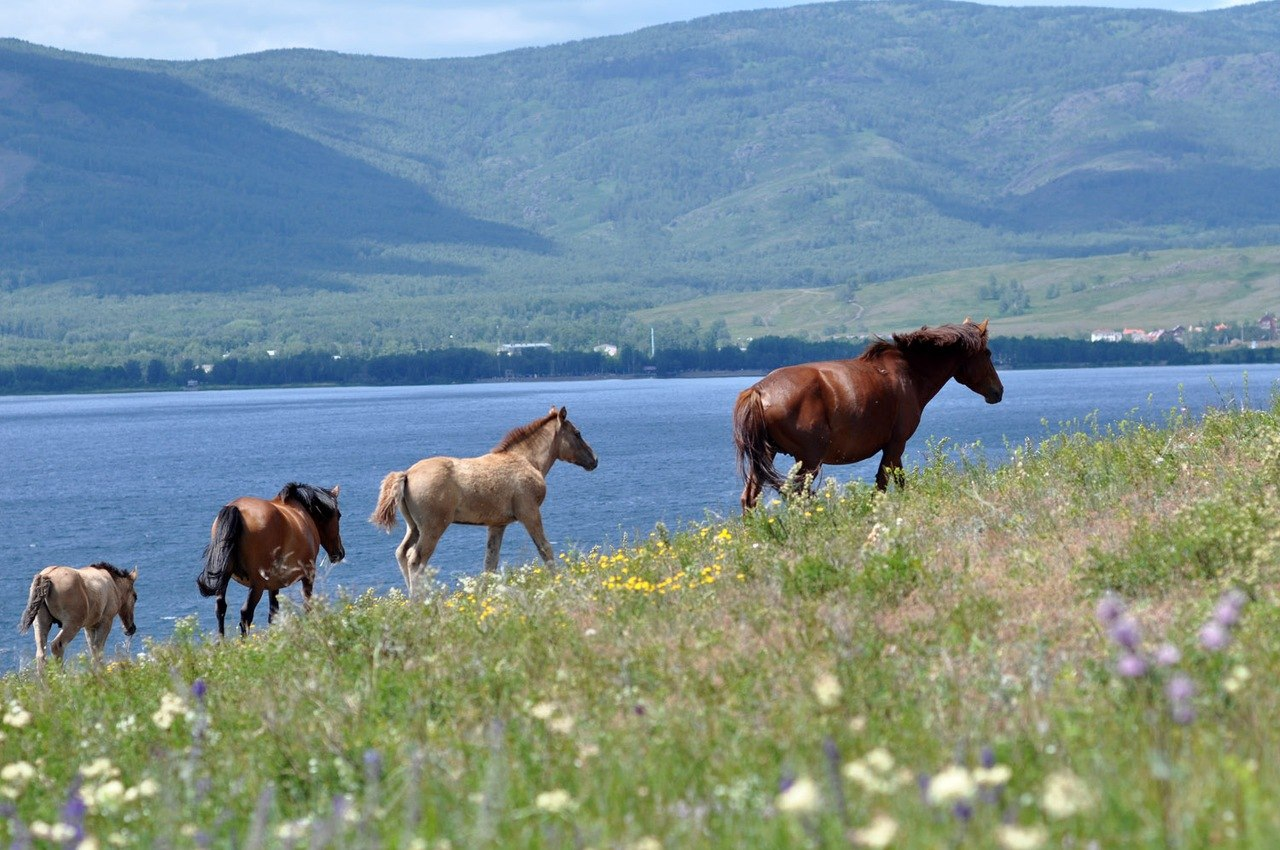
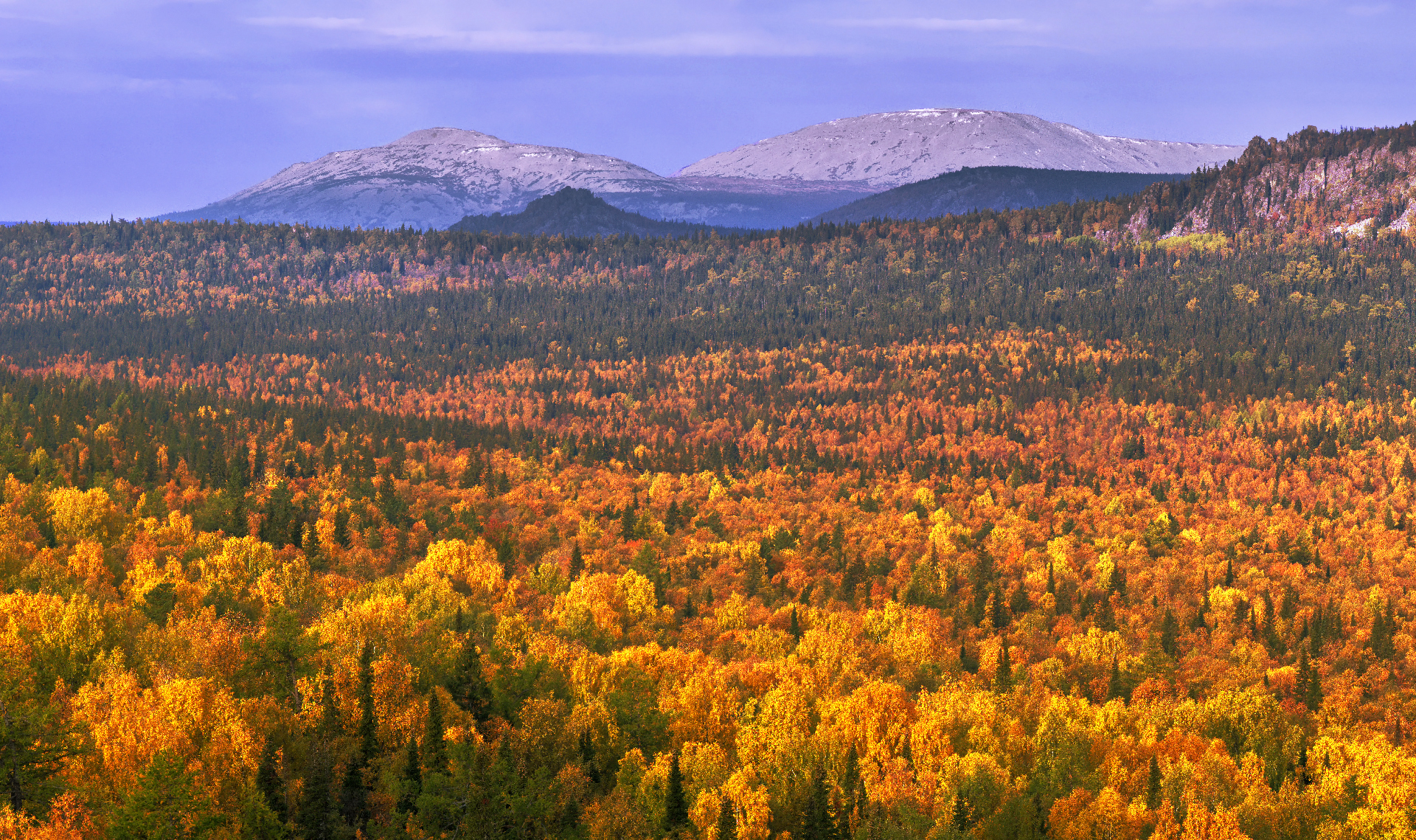